# 바츨라프 필라르시
바츨라프 필라르시(체코어: Václav Pilař, 1988년 10월 13일, 흘루메츠 나트 치들리노우 ~)는 체코의 축구 선수로, 현재 빅토리아 플젠에서 뛰고있다.

## 경력
필라르시는 지난 유로 2012 대회에 출전해 러시아와 그리스를 상대로 각각 1골씩 기록하고, 체코의 8강 진출을 이끌었으며, 그리스와의 2차전에서는 그 경기의 공식 최우수 선수에 선정되기도 했다.

## 수상
- UEFA 유로 2012 그리스 vs 체코 조별리그 맨 오브 더 매치